# Riccia cupulifera
Riccia cupulifera là một loài rêu trong họ Ricciaceae. Loài này được A.V. Duthie mô tả khoa học đầu tiên năm 1937.
Danh pháp khoa học của loài này chưa được làm sáng tỏ. 